# Gynoplistia (Gynoplistia) wilsonella
Gynoplistia (Gynoplistia) wilsonella is een tweevleugelige uit de familie steltmuggen (Limoniidae). De soort komt voor in het Australaziatisch gebied.